# Курманаєво (Медведевський район)
Курмана́єво (рос. Курманаєво, марій. Турша Лук) — присілок у складі Медведевського району Марій Ел, Росія. Входить до складу Люльпанського сільського поселення.

## Населення
Населення — 129 осіб (2010; 116 у 2002).
Національний склад (станом на 2002 рік):
- лучні марійці — 83 %